# 徳島隣人3人射殺事件
徳島隣人3人射殺事件（とくしまりんじんさんにんしゃさつじけん）とは、1985年（昭和60年）6月3日に徳島県海部郡日和佐町奥河内井ノ上（現：美波町奥河内井ノ上）で発生した猟銃による殺傷事件。男I（事件当時52歳）が散弾銃を発砲して隣人ら3人を射殺し1人を負傷させた。

## 概要
事件当日午後5時半ごろ、犯人Iは以前からトラブルとなっていた隣人が畑にゴミを捨てたと思い込み隣人宅を訪れ口論となった。その後Iは自宅から狩猟用上下2連散弾銃を持ち出し隣人の男性Aに4発発砲し殺害、Aの妻Bにも2発発砲し殺害した。その直後に路上で日頃トラブルがあった近所に住む被害者Cに4発発砲し殺害。また、被害者Cを撃った流れ弾が被害者Dに当たり負傷させた。
その後Iは軽トラックで逃走し乗り捨てるも、4日未明に徳島県警機動隊員に見つかり緊急逮捕された。

## 裁判
被告人Iには死刑が求刑されたが、1988年3月22日、徳島地方裁判所（山田真也裁判長）はIに無期懲役の判決を言い渡した。
検察官が控訴したところ、1989年11月28日、高松高等裁判所（村田晃裁判長）は無期懲役の第一審判決を破棄・自判し、Iに死刑の判決を言い渡した。
Iは上告したが、1996年3月4日、最高裁判所第二小法廷（河合伸一裁判長）がIの上告を棄却する判決を言い渡した。このためIの死刑判決が確定し、Iは死刑確定者（死刑囚）となった。
法務省（法務大臣：鳩山邦夫）が発した死刑執行命令により、Iは2007年12月7日、収監先の大阪拘置所で死刑を執行された（74歳没）。同日にはI以外にも、東京拘置所在監の死刑確定者2人（藤沢市母娘ら5人殺害事件の犯人ら）に対する死刑が執行されている。